# Трагедия на Хейзел
Трагедията на „Хейзел“ се случва през 1985 г. по време на финален мач на стадион „Хейзел“ в Брюксел, Белгия в турнира на Шампионската лига на УЕФА между ФК „Ливърпул“ и ФК „Ювентус“.

## Събитията
В сряда, на 29 май 1985 година фенове на „Ливърпул“ нападат фенове на „Ювентус“, в резултат на което италианците се опитват да избягат, но пътят им е препречен от бетонна стена на трибуната. Поради големия натиск от множеството, стената се срутва върху феновете на „Ювентус“, при което загиват 39 души.

## Последици
На 31 май британската министър-председателка Маргарет Тачър притиска Футболната асоциация на Англия да изтегли английските клубове от Европейското първенство и 2 дни по-късно УЕФА ги отстранява за „неопределен период от време“. На 6 юни ФИФА разширява забраната за всякакви мачове, но седмица по-късно позволява участието в приятелски мачове. Забраната не се отнася за Националния отбор по футбол на Англия. Английските клубове са отстранени за неопределено време от европейски първенства с условие, че за ФК „Ливърпул“ тази забрана ще важи още 3 години, след като общата бъде премахната. В крайна сметка английските клубове не участват в европейски турнири през следващите 5 сезона, а ФК „Ливърпул“ допълнително още година.
Въпросният двубой е последният, игран на построения през 1920 година стадион „Хейзъл“, като след това съоръжението е разрушено до основи и на негово място е построен фактически новият стадион „Крал Бодуен“ (първоначално наречен Юбилеен стадион), разполагащ само със седящи места. Единственият спомен от трагедията през 1985 година остава порта, намираща се близо до главния вход. Основата на стария стадион още съществува.